# Lithium (Misuri)
Lithium es una villa ubicada en el condado de Perry en el estado estadounidense de Misuri. En el Censo de 2010 tenía una población de 89 habitantes y una densidad poblacional de 536,92 personas por km².

## Geografía
Lithium se encuentra ubicada en las coordenadas 37°49′58″N 89°53′5″O / 37.83278, -89.88472. Según la Oficina del Censo de los Estados Unidos, Lithium tiene una superficie total de 0.17 km², de la cual 0.17 km² corresponden a tierra firme y (0%) 0 km² es agua.

## Demografía
Según el censo de 2010, había 89 personas residiendo en Lithium. La densidad de población era de 536,92 hab./km². De los 89 habitantes, Lithium estaba compuesto por el 98.88% blancos, el 0% eran afroamericanos, el 0% eran amerindios, el 0% eran asiáticos, el 0% eran isleños del Pacífico, el 1.12% eran de otras razas y el 0% pertenecían a dos o más razas. Del total de la población el 1.12% eran hispanos o latinos de cualquier raza.